# Le Règlement
Le Règlement est un vidéaste web et streamer français, créateur de la chaîne YouTube éponyme. Le contenu qu'il produit est orienté autour de la musique, et plus particulièrement du rap. Il propose des analyses d'albums, de morceaux, d'artistes voire des courants particuliers de ce genre musical. Il produit également plusieurs sessions de freestyles, en collaboration avec de nombreux rappeurs français.

## Biographie
Le Règlement est attaché à son anonymat. Ainsi, ni son vrai nom, ni son visage ne sont connus. Il n'apparait que très peu dans ses vidéos, et son visage est ainsi dissimulé, souvent avec un casque. Il emploie aussi des avatars, en 2D ou en 3D. Il se présente sous le surnom de Max Brodi,.
Fan de musique, notamment de hip-hop américain et de punk-rock, il découvre en 2008 le rap français.

## Chaîne YouTube
Le nom de la chaîne YouTube Le Règlement vient d'une phrase de Nekfeu sur le morceau Gère tes affaires du collectif 5 Majeurs : « Ceux qui respectent le règlement ne le respectent pas correctement. » Cette phrase sert également de générique pour la quasi-totalité des vidéos[réf. nécessaire].
La première vidéo de la chaîne, Django, copie de Nekfeu ? (Analyse Fichu), sort en septembre 2016.
En mai 2021, la chaîne YouTube du Règlement atteint le million d'abonnés. À cette occasion sort un double clip dans lequel il rappe, accompagné de plusieurs rappeurs dont il est proche : Spider ZED et Sholo Sensei, qui l'accompagnent dans le refrain, et plusieurs autres artistes figurants (Lujipeka, Zuukou Mayzie …), ainsi que des abonnés. La seconde partie du clip est interprétée par Luv Resval. Ce morceau est produit par Seezy.

### Analyses
Dans ses vidéos d'analyses, Le Règlement déroule un argumentaire sous une forme proche de certains exercices scolaires, comme l'analyse de texte (introduction, développement en trois parties, conclusion). Il utilise de nombreuses références à la culture populaire (mèmes, cinéma), ainsi que des comparaisons à des œuvres plus classiques.

### Freestyles
Il organise plusieurs saisons de freestyles. Pour clôturer celles-ci, il organise plusieurs événements publics accompagnés d'artistes, notamment à la Bellevilloise et à la Machine du Moulin Rouge.

### Radio
La webradio du Règlement, nommée Radio Règlement ou Règlement Radio, apparait d'abord sur sa chaîne YouTube en 2017, avant d'être fermée. Il s'agit d'une radio collaborative, où les auditeurs peuvent proposer les morceaux et artistes qu'ils souhaitent.
Une première tentative de créer une version mobile de la radio échoue,. Une application voit de nouveau le jour plus tard, incluant aussi la possibilité pour les auditeurs d'influer sur la programmation, tout en ayant accès à un tchat. Elle diffuse de 20 h à minuit, tous les soirs.

## Apparitions
Le Règlement prête sa voix lors de l'épisode 15 du Rewind de Twitch de l'émission Twitch Popcorn.
Il participe au quatrième épisode de la série de documentaire Rap Business sur la chaîne YouTube du Monde.
Il réalise aussi l'introduction de Menaces, la cinquième morceau de la ZZCCMXTP, en compagnie du Chroniqueur Sale, autre youtubeur critique de rap.